# Najava
Najava (engl.: trailer; njem.: vorspann, čit. kao foršpan) je kraći promotivni isječak, uglavnom kompilacija scena koje najavljuju neki film, seriju ili emisiju koji tek treba stići na repertoar ili se već prikazuje u nekomu dr. kinematografu. Najava se prikazuje u predigri filmskog (kinematografskog) programa, vrlo često i na televiziji.
Postoje dvije glavne vrste
- najave u osnovi kompilacijskog karaktera sačinjene od fragmenata već realiziranog filma kojima je pridodat spikerov komentar retorično (i izravnim obraćanjem gledateljstvu) informacijskog značaja;
- najave pretežito reportažnog karaktera (znatno rjeđe), sačinjene od posrednijih informacija o najavljivanom filmu (npr. razgovori s njegovim stvaraocima, prizori s njegova snimanja i sl.);
- ponekad se javlja i kombinacija obiju vrsta.[2]

Idealni model tipične najave kompilacijskog karaktera determiniran je težnjom da se privuče što veći broj gledatelja, a da pritom informacija o filmu, odnosno količina informacija ne smanji potrebu za zanimacijom. Zbog toga je uspjela najava vrlo sažet skup trenutačno privlačivih aspekata djela, tj. sugestija u svezi sa žanrom, upućivanja u svezi s protagonistima (osobito ako su oni popularne zvijezde) i zanimljivo prikazanim zbivanjima i ambijentima, ali jednim dijelom upozorava i na komponente koje se razlikuju od postojećih stereotipova, te zanimanju za poznato pridaje i dodatnu kvalitetu nepoznatoga. Prema tome, najava s jedne strane udovoljava pretpostavljenim očekivanjima gledateljstva, a s druge sugerira privlačnu novost. Po svojoj naravi najava je najčešće upravo agresivno montažno strukturirana (izmjene kratkih i dugih kadrova, neočekivani montažni prijelazi, montažni "šokovi", dinamičan ritam; uz istaknute glazb. naglaske i lako upamtljive melodijske fraze te brojne optičke efekte). Njezina je izradba prigoda da se ostvari atraktivni, čak spektakularni kratki (traje najčešće koju minutu) film. divertisman koji ekspresivnošću ponekad nadmašuje reklamirano djelo ili se — s obzirom na sugerirani smisao i ugođaj - od njega uvelike i razlikuje. Zbog toga, kao specifično djelo kompilacijskog karaktera — koje je u socijalnoj funkciji (propagandno-reklamnoj) djela iz kojeg je nastalo, a ima svoje specifične stilsko-strukturne značajke. Najav u filmsko-teorijskom smislu ima posve samosvojan status. U razvijenim industrijskim kinematografijama realizaciju najava obavljaju prokušani specijalisti; u SFRJ većinom ju je kreirao redatelj (uz suradnju montažera i muz. voditelja).